# Los motivos de Berta
Los motivos de Berta és una pel·lícula espanyola, que fou la primera pel·lícula del seu director, José Luis Guerín. Fou rodada en cinc setmanes el 1983 a la localitat segoviana de Melque de Cercos amb un pressupost de 10 milions de pessetes. Fou projectada a la secció de nous realitzadors del Festival Internacional de Cinema de Sant Sebastià (1984) i participà en la secció paral·lela no competitiva Fòrum de Cinema Jove al 35è Festival Internacional de Cinema de Berlín (1985).

## Sinopsi
Berta és una adolescent d'un petit poble, que porta una vida solitària en l'entorn rural, jugant amb insectes, granotes i tot allò que la rodeja, i que excita la seva imaginació infantil. L'arribada d'un enigmàtic personatge que forma part d'una colla de teatre ambulant al lloc provocarà una sèrie de fets que la influenciaran i precipitaran la seva evolució a la maduresa.

## Repartiment
- Silvia Gracia - Berta
- Iñaki Aierra - Demetrio
- Arielle Dombasle - Mabel
- Rafael Díaz - Ismael

## Premis
- Premi Sant Jordi a la millor pel·lícula espanyola (1986)[4]